# Piotr Sałustowicz
Piotr Bolesław Sałustowicz (ur. 1944) – socjolog, dr habilitowany, profesor w Uniwersytecie SWPS w Warszawie i w HSBI - Hochschule Bielefeld(Bielefeld University of Applied Sciences).
Główne pola badawcze: polityka społeczna, w szczególność kwestie socjalne, socjalne prawa, solidarność, społeczne wykluczenie, new public management; ekonomia społeczna; społeczeństwo światowe, demokracja, społeczeństwo obywatelskie, kapitał społeczny, partycypacja, społeczny rozwój, europejska integracja. Autor wielu publikacji z zakresu pracy społecznej, polityki społecznej, ekonomii społecznej i społeczeństwa obywatelskiego.
Ukończył studia prawnicze i socjologiczne na Uniwersytecie Jagiellońskim. Doktoryzował się w 1975 r. na Uniwersytecie w Bielefeld pod kierunkiem prof. Joachima Matthesa. Habilitację uzyskał w roku 2000 na Wydziale Ekonomiczno-Socjologicznym Uniwersytetu Łódzkiego. Tytuł naukowy profesora nauk społecznych otrzymał postanowieniem prezydenta RP z dnia 30 lipca 2018.
Redaktor naczelny serii: European Perspectives on Social Development: Social Policy and Social Work, LiT Verlag, członek Editorial Advisory Committee, International Journal of Social Welfare (Editors: Stockholm University u. School of Social Welfare, UC at Berkeley), honorowy prezydent sekcji Europejskiej International Consortium of Social Development, honorowy członek Stowarzyszenia Samorządowych Ośrodków Pomocy Społecznej FORUM, naukowy doradca prof. Andrzeja Zolla, Rzecznika Praw Obywatelskich w latach 2002 – 2006. Redaktor naczelny Wydawnictwa Naukowego Societas Pars Mundi Publishing.

## Publikacje (wybór)
- Schulsozialarbeit - ein Plädoyer für eine verlorene Sache? Kritische  Aufsätze zu der Frage der Kooperation zwischen  Jugendhilfe und Schule. Verlag für wissenschaftliche Publikationen, Darmstadt 1986,
- Mlodziez w Polsce i w Niemczech. Raport z badań. Warszawa 1993, współautorzy: W. Melzer, L. Schmidt, W. Łukowski.
- Soziale Arbeit zwischen Disziplin und Profession, Deutscher Studien Verlag, Weinheim, 1995
- Civil Society and Social Development,Peter Lang, Bern,Berlin, Bruxelles, Frankfurt/M, New York, Oxford, Wien,2001 Editor,
- Praca między dyscypliną a profecją, Wydawnictwo Śląskie, Katowice, 2003,
- „Aktywizacja środowisk lokalnych”, Warszawa 2005, Redaktor
- Social Policy and Social Work – from an International Development Perspective, Lit-Verlag, Berlin, 2008, Editor
- Pomoc społeczna w wybranych krajach Unii Europejskiej, Instytut Rozwoju Służb Publicznych, Warszawa, 2009 Monografia
- Soziale Arbeit zwischen Kontrolle und Solidarität. Auf der Suche nach dem neuen Sozialen, Bielefeld/Warszawa 2011, Editor
- Social Work between Discipline and Profession. A Historical Case Study of Social Work in Germany from the 1970s to the 1990s, Bielefeld 2012, Monografia
- Afirmacja czy Kontestacja? Dylemat społeczeństwa kapitalistycznego w kryzysie. Societas Pars Mundi,  Bielefeld, 2014 Co-editor

| 1. Potrzeby edukacyjne seniorów a Uniwersytet Trzeciego Wieku, Monografia (Piotr Sałustowicz, Barbara Goryńska-Bittner, Maciej Kokociński, Aleksandra Prysłopska), Scholar, Warszawa 2020, Monografia |

| 1. Nowe substancje psychoaktywne— nowe ryzyka i wyzwania, Warszawa 2017, (współautor), Monografia |

- Bliżej ludzi - programem dla nauk społecznych?, Societas Pars Mundi, Bielefeld, 2018, współautorzy: S. Kalinowski, B. Goryńska-Bittner[5].